# Esquiva de tronco
 (décembre 2022).
Si vous disposez d'ouvrages ou d'articles de référence ou si vous connaissez des sites web de qualité traitant du thème abordé ici, merci de compléter l'article en donnant les références utiles à sa vérifiabilité et en les liant à la section « Notes et références ».
L'esquiva de tronco ("esquive de tronc", en portugais) est, en capoeira, le nom qu'on donne à une esquive spontanée exécutée par inclinaison du tronc en arrière, avec rotation latérale du buste ou non. Elle est la seule esquive (avec le ponte de chão) où l'on ne se penche pas en avant pour éviter l'attaque, car on est bien plus vulnérable dans cette position. Elle est donc utilisée quand on est surpris par un coup et qu'on ne peut pas faire autrement.
Par sécurité, il est conseillé de combiner cette esquive avec un bloqueio proche du corps.